# Thunovská
Thunovská ulice na Malé Straně v Praze 1 spojuje Tomášskou ulici a Zámecké schody; ústí do ní ulice Sněmovní a Zámecká.

## Dějiny

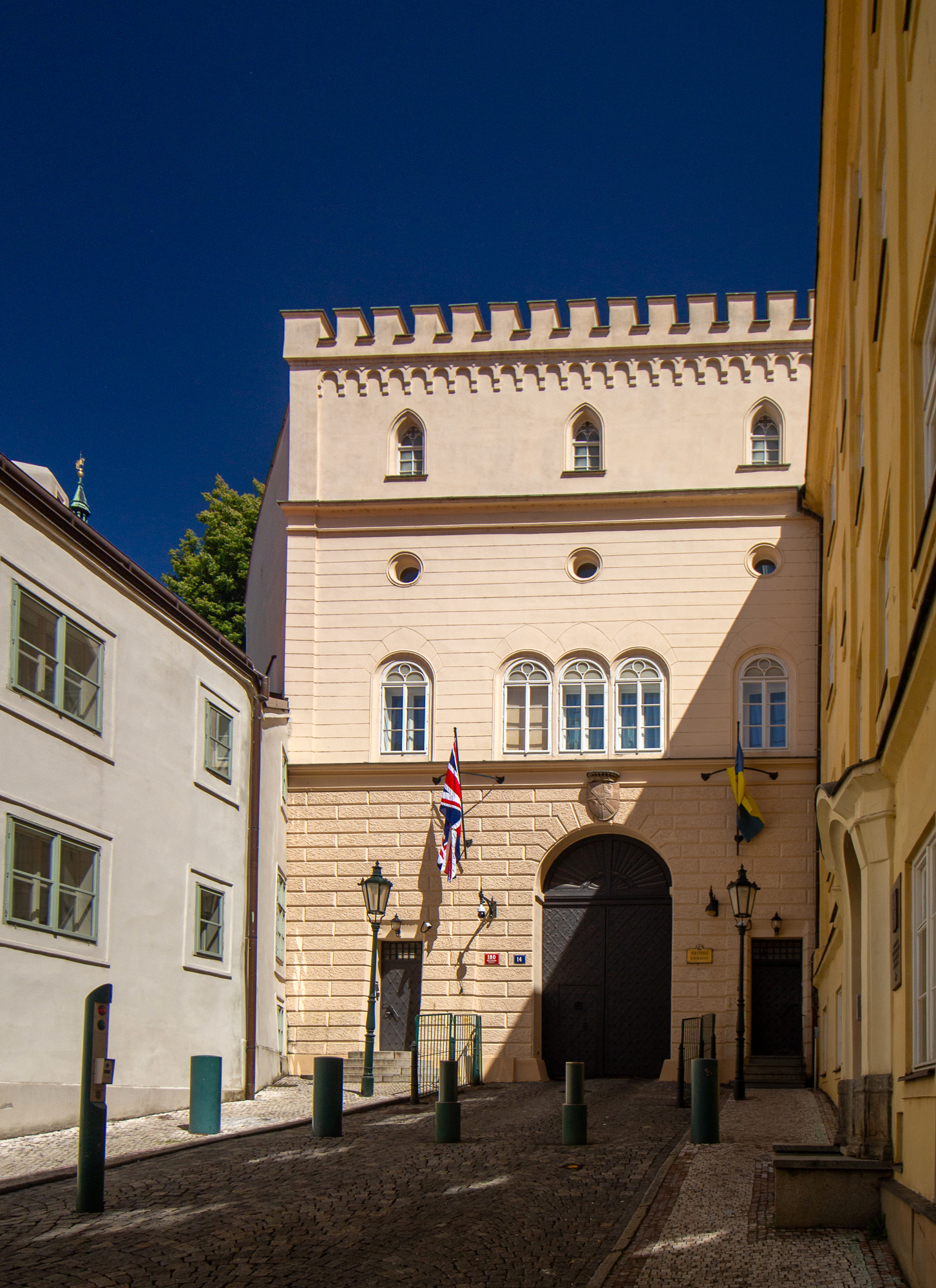
Thunovský (Leslieovský) palác, sídlo velvyslanectví Spojeného království; vlevo dům U zlatého kapra (2019)

Již od 14. století se těmto místům říkalo Pod stupni Pražského hradu podle schodů, které vedly na Hrad, nebo Kavčí hora podle svahu s vinicí. Spodní část ulice se podle místních řemeslníků od počátku 18. století nazývala Sklenářská, zúžená střední část nad Sněmovní ulicí se nazývala Farní nebo Farská podle fary od kostela sv. Mikuláše, která sídlila v barokním Kolovratském domě (čp. 177/III), dokončeném v roce 1707 (zřejmě dílo architekta Antonína Luraga). Ulice byla značně zasažena požárem Malé Strany z roku 1541, žádný ze středověkých objektů nezůstal nepoškozen.
Pojmenování Thunovská, podle Thunovského hraběcího paláce (čp. 180/III), se původně vztahovalo jen na horní část u Zámeckých schodů. Oficiální název od roku 1870 platí pro celou ulici. Na počátku 20. let 20. století Josef Osvald III. hrabě Thun z Hohenštejna-Salm-Reifferscheidtu (Thunovský) palác, zvaný též Leslieovský, prodal Spojenému království Velké Británie a Severního Irska. Velvyslanectví zde sídlí dodnes.

## Významné budovy
Severní strana, odshora dolů
- čp. 185/III Dům Scharfovský, nazvaný podle císařského a zemského advokáta Zikmunda Scharfa; ve zdivu gotický a renesanční, fasáda barokní
- čp. 184/III Palác Věžníků, též Hartigovský či Salmovský
- čp. 183/III Palác Šelmberkovský, od r. 1696 Putzů z Adlersthurnu a po nich Hartigů
- čp. 181/III Dům U Zlatého kapra nebo U tří kaprů, nazvaný roku 1622 podle erbu Žejdliců ze Šenfeldu, podle dalších majitelů též Putzovský; předstupuje a zužuje část ulice na úzkou pěší uličku
  - bronzová busta Winstona Churchilla od brněnského sochaře žijícího ve Velké Británii Františka Bělského, vsazena při nároží domu, u vjezdu do Thunovského paláce; slavnostně odhalena 14. července 1992 za přítomnosti československých vojáků, bojujících za druhé světové války ve Velké Británii. Na podstavci je citát W. Churchilla: „Ve válce rozhodnost, v porážce vzdor, ve vítězství velkodušnost, v době míru dobrá vůle.“
- čp. 180/III Thunovský palác, též Leslieovský – sídlo britského velvyslanectví
- čp. 179/III Dům U bílého slona, v jádře renesanční s gotickými kamennými sklepy
- čp. 177/III Kolovratský palác a fara u sv. Mikuláše – součást poslanecké sněmovny
- čp. 178/III Thunovská 6 a Sněmovní 4–6, druhý trakt Thunovského paláce ve Sněmovní ulici, hlavní budovy poslanecké sněmovny

Jižní strana
- čp. 193/I (již Zámecké schody 1) Palác pánů z Hradce, také Slavatovský – propojen s Thunovským neboli Kolovratským palácem v Nerudově ulici
- čp. 194/III Thunovská 23 U zlatého anděla (Löwovský dům), renesanční, přestavěný po roce 1658 pro dvorního štukatéra Mikuláše Löwa, klasicistní úpravy; na schodišti barokní socha sv. Augustina od Jana Bedřicha Kohla
- čp. 196/III Sprangerův (Maiderlovský) dům, renesanční, spojený ze tří starších domů; v letech 1580 – po 1611 patřil rodině rudolfinského malíře Bartholomea Sprangera
- čp. 198/III Hospoda U Krále Brabantského
- čp. 1/III Sněmovní 1, Malostranské nám. 16–17, Thunovská 7; bývalé jezuitské gymnázium – součást poslanecké sněmovny
- čp. 6/III Palác Smiřických, také U Montágů – součást poslanecké sněmovny
- čp. 7/III Šternberský palác – součást poslanecké sněmovny